# Afrixalus paradorsalis
Afrixalus paradorsalis es una especie de anfibios de la familia Hyperoliidae.
Habita en Camerún, Guinea Ecuatorial, Gabón, Nigeria, posiblemente República Centroafricana y posiblemente República del Congo.
Su hábitat natural incluye bosques tropicales o subtropicales secos y a baja altitud, pantanos, marismas de agua dulce, corrientes intermitentes de agua dulce, jardines rurales, zonas previamente boscosas ahora degradadas y estanques.